# Grands Prix automobiles des saisons 1940-1945
1939 1946
Les Grands Prix automobiles des saisons 1940-1945 se sont déroulés pendant la Seconde Guerre mondiale et, de ce fait, un nombre restreint de courses a été organisé et principalement en Amérique du Sud. La première course après la guerre eut lieu le 9 septembre 1945 à Paris, dans le Bois de Boulogne.

## Saisons

### 1940
| Grand Prix                      | Circuit      | Date        | Pilote vainqueur      | Constructeur vainqueur | Résultats |
| ------------------------------- | ------------ | ----------- | --------------------- | ---------------------- | --------- |
| Trophée d'Australie-Méridionale | Lobethal     | 1er janvier | Jack Phillips         | Ford                   | Résultats |
| Grand Prix de São Paulo         | Interlagos   | 12 mai      | Arthur Nascimento Jr. | Alfa Romeo             | Résultats |
| 500 miles d'Indianapolis        | Indianapolis | 30 mai      | Wilbur Shaw           | Maserati               | Résultats |
| 100 miles de Springfield        | Springfield  | 24 août     | Rex Mays              | Stevens (en)           | Résultats |
| 100 miles de Syracuse           | New York     | 2 septembre | Rex Mays              | Stevens (en)           | Résultats |

### 1941
| Grand Prix                   | Circuit      | Date         | Pilote vainqueur | Constructeur vainqueur | Résultats |
| ---------------------------- | ------------ | ------------ | ---------------- | ---------------------- | --------- |
| 500 miles d'Indianapolis     | Indianapolis | 30 mai       | Wilbur Shaw      | Wetteroth              | Résultats |
| 100 miles de Milwaukee       | West Allis   | 24 août      | Rex Mays         | Stevens (en)           | Résultats |
| 100 miles de Syracuse        | New York     | 2 septembre  | Rex Mays         | Stevens (en)           | Résultats |
| Grand Prix de Rio de Janeiro | Gávea        | 28 septembre | Chico Landi      | Alfa Romeo             | Résultats |
| Grand Prix de Buenos Aires   | Costanera    | 23 novembre  | José Canziani    | Alfa Romeo             | Résultats |

### 1942
| Grand Prix                 | Circuit              | Date       | Pilote vainqueur  | Constructeur vainqueur | Résultats |
| -------------------------- | -------------------- | ---------- | ----------------- | ---------------------- | --------- |
| Grand Prix de Buenos Aires | Costanera            | Janvier    | José Canziani     | Alfa Romeo             | Résultats |
| Grand Prix de la Vendimia  | Mendoza              | 5 avril    | Adriano Malusardi | Alfa Romeo             | Résultats |
| Grand Prix de Santa Fe     | Santa Fe             | 3 mai      | Oldemar Ramos     | Alfa Romeo             | Résultats |
| Autódromo Nacional         | Barra De Santa Lucia | 18 juillet | Pablo Pessatti    | Alfa Romeo             | Résultats |

### 1943-1944
Pas de Grands Prix.

### 1945
| Grand Prix     | Circuit          | Date        | Pilote vainqueur    | Constructeur vainqueur | Résultats |
| -------------- | ---------------- | ----------- | ------------------- | ---------------------- | --------- |
| Coupe de Paris | Bois de Boulogne | 9 septembre | Jean-Pierre Wimille | Bugatti                | Résultats |